# Médicométrie
 (mars 2021).
 (mars 2021).
 (mars 2021).
La mise en forme du texte ne suit pas les recommandations de Wikipédia : il faut le « wikifier ».
Les points d'amélioration suivants sont les cas les plus fréquents :
- Les titres sont pré-formatés par le logiciel. Ils ne sont ni en capitales, ni en gras.
- Le texte ne doit pas être écrit en capitales (les noms de famille non plus), ni en gras, ni en italique, ni en « petit »…
- Le gras n'est utilisé que pour surligner le titre de l'article dans l'introduction, une seule fois.
- L'italique est rarement utilisé : mots en langue étrangère, titres d'œuvres, noms de bateaux, etc.
- Les citations ne sont pas en italique mais en corps de texte normal. Elles sont entourées par des guillemets français : « et ».
- Les listes à puces sont à éviter, des paragraphes rédigés étant largement préférés. Les tableaux sont à réserver à la présentation de données structurées (résultats, etc.).
- Les appels de note de bas de page (petits chiffres en exposant, introduits par l'outil «  Source ») sont à placer entre la fin de phrase et le point final[comme ça].
- Les liens internes (vers d'autres articles de Wikipédia) sont à choisir avec parcimonie. Créez des liens vers des articles approfondissant le sujet. Les termes génériques sans rapport avec le sujet sont à éviter, ainsi que les répétitions de liens vers un même terme.
- Les liens externes sont à placer uniquement dans une section « Liens externes », à la fin de l'article. Ces liens sont à choisir avec parcimonie suivant les règles définies. Si un lien sert de source à l'article, son insertion dans le texte est à faire par les notes de bas de page.
- La présentation des références doit suivre les conventions bibliographiques. Il est recommandé d'utiliser les modèles {{Ouvrage}}, {{Chapitre}}, {{Article}}, {{Lien web}} et/ou {{Bibliographie}}. Le mode d'édition visuel peut mettre en forme automatiquement les références.
- Insérer une infobox (cadre d'informations à droite) n'est pas obligatoire pour parachever la mise en page.

Pour une aide détaillée, merci de consulter Aide:Wikification.
Si vous pensez que ces points ont été résolus, vous pouvez retirer ce bandeau et améliorer la mise en forme d'un autre article.
La médicométrie est un terme défini par les professeurs Jean Paelinck, Antoine Bailly et le Dr Michel Périat en 1983 afin de développer une vision globale de la santé. L'Académie française de médecine a ensuite réfléchi à ce terme : son rapporteur le professeur Jean-Charles Sournia écrit dans son rapport (lettre du 2 juin 1992) : "Le radical médico nous a paru très médical et donc lié au diagnostic et au traitement de maladies déclarées, c'est-à-dire à l'activité des médecins ou des établissements de soins. Si vous le comprenez ainsi, votre terme et l'usage que vous en faites sont cohérents avec l'étymologie : vous mesurez les phénomènes médicaux". L'académie propose également le terme "sanimétrie" qui serait l'équivalent de l'anglais "health studies", cette expression ne comportant pas l'idée de mesure.

## Présentation
Née de la rencontre de médecins (Dr M. Périat), de géographes (A. Bailly), d'économistes spatiaux (J. Paelinck), de responsables administratifs de la filière santé, la médicométrie a été créée pour favoriser une vision interdisciplinaire : cela veut dire que l'on considère simultanément plusieurs structures d'analyse, ou mieux, que la structure sur laquelle se base l'analyse médicométrique comporte en même temps plusieurs relations : sanitaires bien sûr, mais aussi économiques, sociales, politiques, spatiales, éthiques, temporelles et bien d'autres. Il s'agit ainsi d'analyser les coûts et bénéfices du système de santé dans une perspective globale, en tenant compte de tous les partenaires du système et de son impact dans le temps et dans l'espace des sociétés.
La pratique de la médicométrie a permis de rectifier des raisonnements monodisciplinaires. Tel est le cas des analyses économiques qui souvent se limitent à une énumération comptable des "coûts" de la santé, alors que les activités médicales participent à la production, la consommation, l'investissement, l'exportation, l'importation, la recherche-développement pour ne citer que quelques facettes de leurs impacts économiques.

## Historique
La médicométrie a tenu son premier colloque les 21 et 22 janvier 1983 aux Diablerets (Suisse) sous les auspices de l'Association de Science Régionale de Langue Française. 
Ce premier colloqué, publié sous la direction de A.S. Bailly et M. Périat, réunissant 22 auteurs internationaux, a eu comme intitulé "Médicométrie régionale" car il abordait les problèmes de répartition spatiale des infrastructures et des personnels de santé. Vite épuisé, ce fascicule fut suivi d'un livre (Anthropos, Paris, 1984). Onze colloques internationaux seront ensuite organisés : 
- Colloque de 1985, à nouveau sur la médicométrie régionale, publié par la Revue d'Economie Regionale et Urbaine.
- Colloque de 1987, "La santé, perspectives médicales et économétriques", publié aux Editions Régionales Européennes (Anthropos).
- Colloque de 1989 sur "L'assurance-maladie", un débat d'avant-garde, publié aux éditions Economica, pour évaluer des solutions actuelles et futures pour la filière santé.
- Colloque de 1991 "L'Etat et la santé" à nouveau publié et diffusé par les éditions Economica.
- Le colloque "La santé sans l'Etat" de 1993 a vu le jour dans un nouveau numéro spécial de la Revue d'Economie Régionale et Urbaine en 1994.
- En 1995 un nouveau colloque international aborde "La prospective médicale au XXIe siècle".
- Le colloque de 1997, avec pour thème "La filière santé à l'heure des choix".
- Le colloque de 1999 a plaidé "Pour un développement durable de la filière santé".
- Le colloque de 2001 a eu pour thème "Les nouveaux territoires de la santé : qualité, proximité, humanité" et s'est interrogé sur les enjeux des politiques de la concentration des services de santé.
- Le colloque de 2003 s'ouvre aux nouvelles voies de la médicométrie, à la valorisation spatiale de la santé et aux questions posées par la politique du médicament.
- Le colloque de 2005 s'est penché sur la planification hospitalière et les centrales d'achat.
En 1991 sont nées, sous l'impulsion de J.-P. Gallet les "Premières journées françaises de médicométrie", grâce à l'appui de confédérations médicales, préambule à la création d'une association de médicométrie (Centre Odontologique de Médicométrie et d'Evaluations, ou COME), qui tient ses assises en 1994 à Chinon pour promouvoir et diffuser les concepts de médicométrie, d'économie de la santé et d'évaluation dans le domaine bucco-dentaire.
En 1994, "Les Entretiens de Beaulieu", organisés par l'Association de Beaulieu (Genève, Suisse), prirent comme thème la médicométrie. Un numéro spécial de la revue Médecine et Hygiène (septembre 1994) est publié à l'issue de ces entretiens. Ceux-ci seront suivis en 2000 par des Entretiens prenant pour thème "Etre soigné demain : qui, par qui, où et comment ?" et publiés dans un nouveau numéro spécial de Médecine et Hygiène (juin 2001), édité par le Groupe de Médicométrie et l'Association de Beaulieu.
Entre 2007 et 2014, des Tables-rondes internationales de Médicométrie sont organisées annuellement à Villeneuve, puis à Porrentruy (Suisse) sur des thématiques diverses, notamment : "Le financement du système de santé", "Les réseaux de santé", "La planification hospitalière en Suisse", "La solidarité en matière de santé". Nous ne mentionnons pas les colloques au Canada, Aux Etats-Unis, en Italie ou au Portugal, tant la médicométrie est devenue centrale dans les politiques de santé, entre 2000 et 2015.

## Les cinq principes de la médicométrie
Cinq principes ont été présentés par J. Paelinck au premier colloque de médicométrie régionale (Bailly, Périat, 1984) :
P1. À priori, les modèles de médicométrie sont à formuler de façon spatialement interdépendante. L'interdépendance est fondamentale, basée sur la mobilité spatiale des êtres humains ; la diffusion des épidémies en est un exemple classique. Mais de façon plus générale, il est admissible qu'il y ait une autocorrélation spatiale entre les indicateurs de santé ou de morbidité ; cela implique que dans la spécification de nos modèles, l'interdépendance devrait être centrale comme principe de formulation des relations.
P2. Un certain nombre de relations spatiales sont asymétriques. Ce principe est illustré par exemple par les structures démographiques divergentes de régions et leurs dotations différentes en facteurs pathogènes. Certaines régions sont très bien équipées et d'autres moins.
P3. Des phénomènes médicométriques localisés dans un espace donné doivent être souvent expliqués par des facteurs causals localisés dans d'autres espaces. Les exemples de ce principe sont multiples ; possibilité d'importer une maladie à la suite d'un voyage ou de celui d'une autre personne, localisation d'hôpitaux spécialisés dans des maladies non endogènes, dans les ports par exemple...
P4. La fonction de diffusion spatiale constitue un principe médicométrique de base. En effet, les conséquences maximales ne se produisent pas toujours dans des espaces neutres et contigus ; il y a lieu de vérifier la forme des interdépendances spatiales et la distribution spatiale des effets.
P5. L'espace est le contenant de base des activités médicales : distances et surfaces comptent, mais aussi une troisième dimension composée du temps ; celle de la durée de l'investissement consenti, celle des héritages anciens, celle de l'innovation future.